# Comuna de Puchaczów
Puchaczów (polaco: Gmina Puchaczów) é uma gminy (comuna) na Polónia, na voivodia de Lublin e no condado de Łęczyński. A sede do condado é a cidade de Puchaczów.
De acordo com os censos de 2004, a comuna tem 4800 habitantes, com uma densidade 52,3 hab/km².

## Área
Estende-se por uma área de 91,71 km², incluindo:
- área agrícola: 75%
- área florestal: 10%

## Demografia
Dados de 30 de Junho 2004:
|                      | Total   | Total | Mulheres | Mulheres | Homens  | Homens |
| -------------------- | ------- | ----- | -------- | -------- | ------- | ------ |
|                      | pessoas | %     | pessoas  | %        | pessoas | %      |
| População            | 4800    | 100   | 2453     | 51,1     | 2347    | 48,9   |
| Densidade (pop./km²) | 52,3    | 100   | 26,7     | 26,7     | 25,6    | 25,6   |

De acordo com dados de 2002, o rendimento médio per capita ascendia a 2144,36 zł.

## Subdivisões
- Albertów, Bogdanka, Brzeziny, Ciechanki, Ciechanki-Kolonia, Jasieniec, Nadrybie-Dwór, Nadrybie Ukazowe, Nadrybie-Wieś, Ostrówek, Puchaczów, Stara Wieś, Szpica, Turowola, Turowola-Kolonia, Wesołówka, Zawadów.

## Comunas vizinhas
- Cyców, Ludwin, Łęczna, Milejów, Siedliszcze